# Срібноцвіт кущовий
{{#ifeq:0|0|{{#if:Argyranthemum frutescens|{{#if:|[[]}}|[[]]}}}}
Срібноцвіт кущовий (Argyranthemum frutescens) — вид рослин із родини айстрових (Asteraceae). Етимологія: лат. frutescens — «кущитися».

## Біоморфологічна характеристика
Це багаторічний кущ заввишки 20–80 см. Сильно розгалужена рослина часто виростає кулястим кущем, у якого гілки від горизонтальних до вертикальних. Чергові, більш-менш м'ясисті і синьо-зелені листки за обрисом від овальної до овально-ланцетної форми, 1–8 см завдовжки і 4–6 см завширшки. Суцвіття нещільні, складаються з 4–30 квіткових голів, білих з жовтою серединкою, до 2 см в діаметрі. У більшості підвидів язички променевих суцвіть мають довжину ≈ 8 мм, чисто-білі, жіночі та утворюють плодючі сім'янки, трикутні до рогоподібних крилатих. Сім'янки жовтих трубчастих центральних квіток безплідні, однокрилі. Папус завжди неправильної форми корони. Квітка дуже ароматна.

## Середовище проживання
Батьківщиною є Канарські острови.
В Україні зростає на квітниках — на півдні; на півночі розводиться як оранжерейна й кімнатна рослина.

## Використання
Декоративна рослина, що має багато сортів і форм.

## Галерея

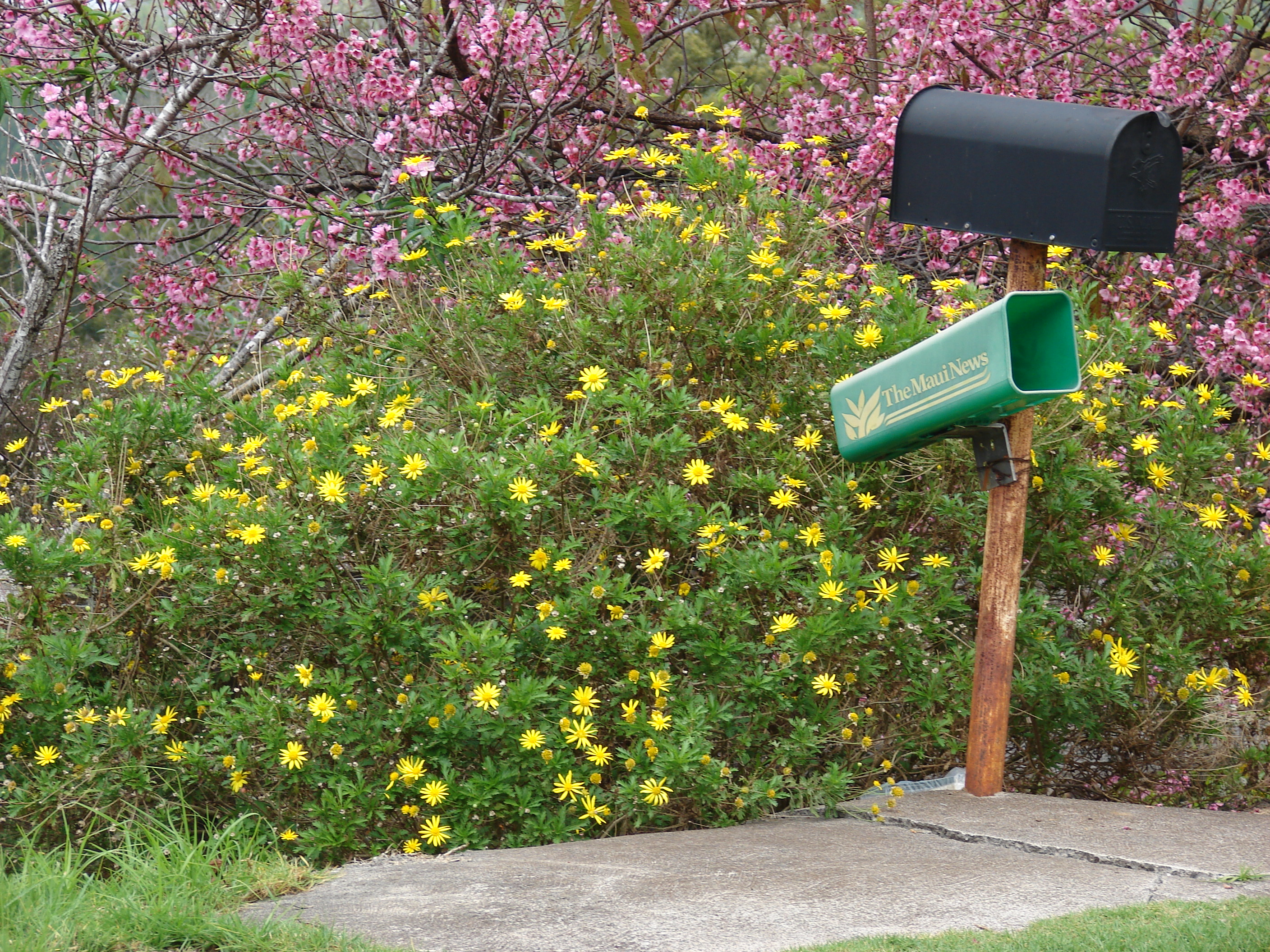
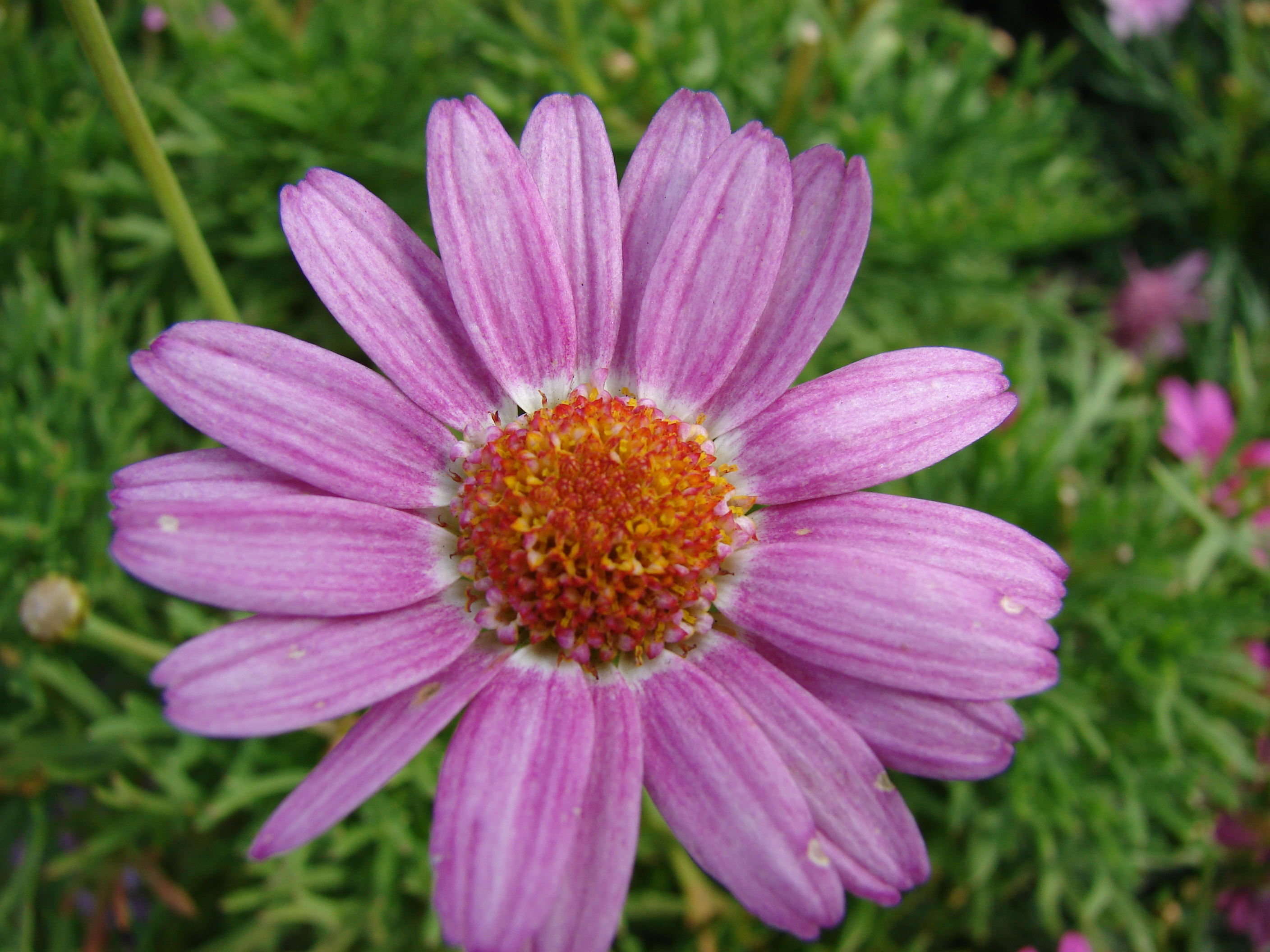
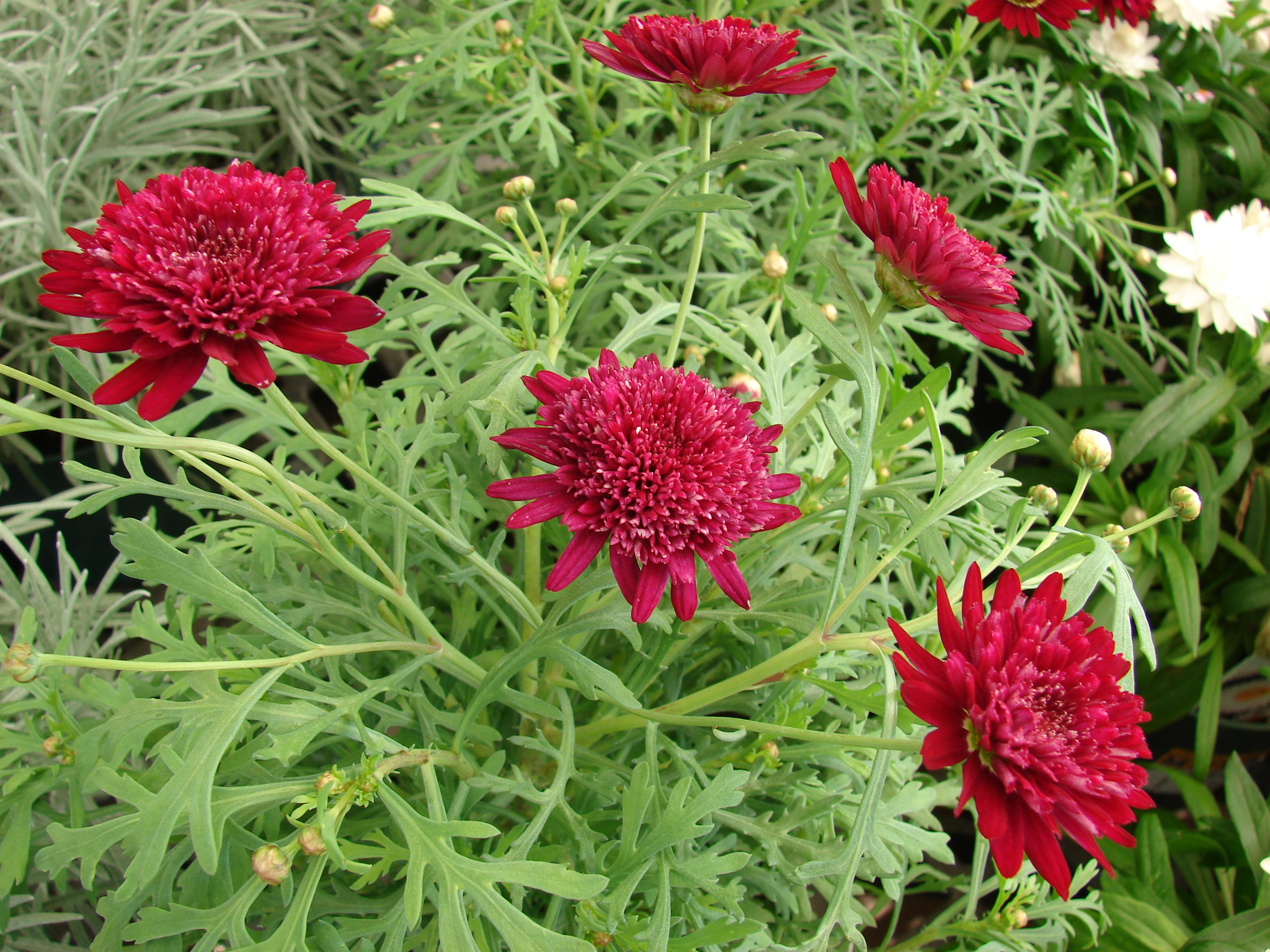